# Scolionema gemmifera
Scolionema gemmifera är en nässeldjursart som först beskrevs av Kamakiche Kishinouye 1910.  Scolionema gemmifera ingår i släktet Scolionema och familjen Olindiasidae. Inga underarter finns listade i Catalogue of Life.